# Emperador (Valencia)
Emperador (a veces referido como Lugar Nuevo del Emperador o La Venta del Emperador) es una localidad y municipio español situado en la parte central de la comarca de la Huerta Norte, en la provincia de Valencia, Comunidad Valenciana. Limita únicamente con el municipio de Museros.
El municipio ventero, con tan solo 0.032 km², era el menos extenso de España hasta noviembre de 2022, cuando el Instituto Cartográfico Valenciano publicó una revisión a las demarcaciones municipales. Este título ahora lo ostenta Lugar Nuevo de la Corona, con 0.0128 km².

## Geografía

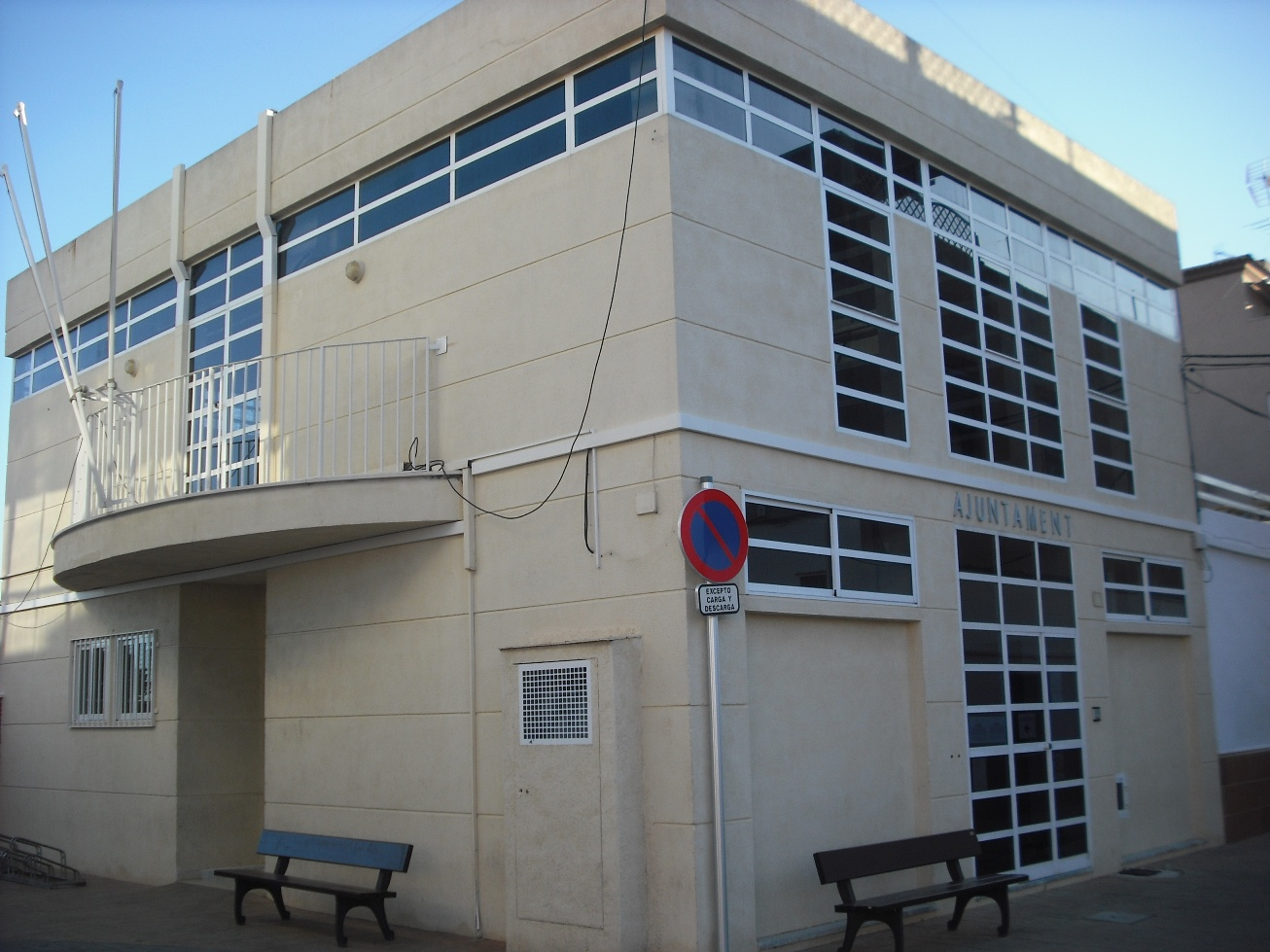
Casa Consistorial de Emperador

### Situación
Está situado en la zona noreste de la Huerta de Valencia. La superficie es completamente llana y carece de cursos de agua.

### Localidades limítrofes
El término municipal de Emperador está totalmente rodeado por el término municipal de Museros.

## Historia
Hasta la segunda mitad del siglo XVIII tan solo era una venta en el camino de Sagunto. Un comerciante valenciano llamado Agustín Emperador instaló en 1760 varias fábricas y talleres. En 1771 obtuvo una licencia para edificar viviendas y una ermita, tras lo que se construyó un palacio con torre y huerto y continuó levantando viviendas hasta superar las quince. Entonces, ateniéndose a la jurisdicción alfonsina, solicitó el señorío del lugar, algo a lo que se opusieron tanto el concejo de Museros como el comendador de la Orden de Santiago. Finalmente, tras disputas y un juicio al que concurrió el Fiscal del Reino, el señorío le fue concedido en 1778. El nuevo aristócrata solo disfrutó unos meses de sus posesiones, ya que murió en noviembre de ese mismo año. Le sucedió su hermana Luisa Emperador, que amplió la ermita y en 1779 consiguió una real licencia para construir un horno de cocer pan. La población fue consolidándose paulatinamente y, de una matrícula hecha en 1809 resultan los siguientes edificios: "el palacio, la venta, dos fábricas de aguardiente, carnicería, horno, una casa de recreo, las casas del alcalde, del maestro, de la maestra de costura, del cubero, del alpargatero, dos casas de tejedores de lienzo y trece de labradores y jornaleros. En total veintisiete edificios, treinta y cinco vecinos y cuarenta familias".

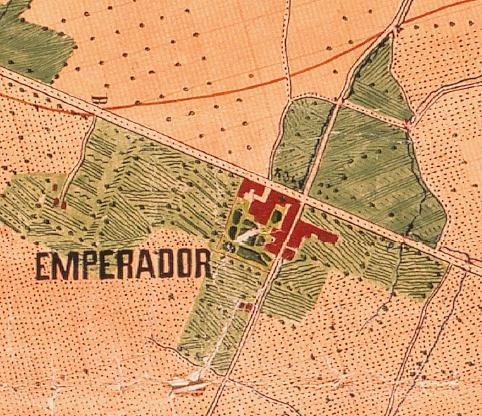
Emperador en 1883.

En 1812, en plena guerra de la Independencia Española, las tropas francesas saquearon la ermita y se llevaron la imagen titular de la Virgen del Rosario. En 1837, con la abolición de los señoríos, se constituyó en municipio independiente con la denominación de Venta del Emperador, que quedó más tarde en el actual nombre de Emperador. En el Diccionario de Madoz (1845-1850) aparece la siguiente descripción del municipio:

EMPERADOR (Lugar nuevo del, ó Venta del): L[ugar] con ayunt[amiento] [...] sit[uado] en terr[eno] llano, á la der[echa] del camino real que desde Valencia conduce á Barcelona, 1/2 hora distante del mar [...] Tiene 24 casas y 3 barracas colocadas en línea recta y sin que formen calles; entre las que se cuenta la del S[eño]r territorial, que es bastante regular, y 1 ermita dedicada á la Virgen del Rosario dependiente de Museros [...] Carece de térm[ino]; pues aunque ha conseguido recientemente formar por sí solo municipalidad desmembrándose de Museros, no se estiende su jurisd[icción] á mas que á el cas[erío] del que es dueño absoluto el señor. Pobl[ación]: segun datos oficiales 27 vec[inos], 130 alm[as] [...]
Diccionario de Madoz

En 1978 se le fusionó con el municipio de Museros, de acuerdo con el Real Decreto 581/1978. Sin embargo, la presión social fue fuerte y en 1984 el Tribunal Supremo fallaba a favor de las reivindicaciones del pueblo, que volvió a ser un municipio en 1985. Entre 2006 y 2009 casi duplicó su población debido principalmente a una promoción de doscientas diez viviendas que empezaron a entregarse en 2007, agotando así todo el suelo urbanizable del municipio.

## Demografía
Emperador (Valencia) cuenta con una población de 693 habitantes (INE 2024).
| Gráfica de evolución demográfica de Emperador entre 1842 y 2021 |
| |
| Población de derecho según los censos de población del INE Población de hecho según los censos de población del INEEn 1978 este municipio desaparece porque se integra en el municipio Museros En 1985 aparece este municipio porque se segrega del municipio Museros |

Según el Instituto Nacional de Estadística de España, en el año 2019 Emperador contaba con 687 habitantes censados.

### Comunicaciones

#### Carreteras
El núcleo urbano se sitúa al borde de la antigua carretera de Valencia a Barcelona (N-340), pasando por sus cercanías la CV-300, desde la cual se puede acceder también.
Algunas distancias entre Emperador y otras ciudades:
| Ciudades | Distancia (km) |
| -------- | -------------- |
| Museros  | 1              |
| Moncada  | 7              |
| Puzol    | 8              |
| Valencia | 16             |

## Economía
En el 2001, el 8 % de los ocupados se dedicaban a la agricultura, especialmente en el naranjo; el 28 y 13 % de los empleados trabajaban en la industria y la construcción respectivamente y la mitad de los activos (50 %) lo hacían en el sector servicios.

## Símbolos

### Escudo
El escudo de Emperador se aprobó oficialmente el 14 de septiembre de 2022. Su descripción heráldica es la siguiente:

Escudo cuadrilongo de punta redonda. En campo de azur, una corona de emperador de plata, con bonete de gules. Al timbre, corona real abierta, según la tradición del Reino de Valencia.

Anteriormente se utilizaba otro escudo, no oficial y sólo aprobado por el Ayuntamiento, cortado horizontalmente en dos campos: el primero con un caserón (mansión del Sr. Emperador, fundador del municipio) de plata sobre campo azur; y el segundo con el escudo real, en campo de oro cuatro palos de gules. La corona del timbre del escudo iba acostada de dos murciélagos.

## Administración y política
| Periodo   | Nombre                    | Partido   |
| --------- | ------------------------- | --------- |
| 1979-1983 | Dependiente de MUSEROS    |           |
| 1983-1987 | Dependiente de MUSEROS    |           |
| 1987-1991 | Francisco Gimeno Raimundo | PSPV-PSOE |
| 1991-1995 | Francisco Gimeno Raimundo | PSPV-PSOE |
| 1995-1999 | Francisco Gimeno Raimundo | PSPV-PSOE |
| 1999-2003 | Francisco Gimeno Raimundo | PSPV-PSOE |
| 2003-2007 | Francisco Gimeno Raimundo | PSPV-PSOE |
| 2007-2011 | María Vicenta Ruiz Gimeno | PSPV-PSOE |
| 2011-2015 | Alberto Bayarri Remolí    | PP        |
| 2015-2019 | Alberto Bayarri Remolí    | PP        |
| 2019-2023 | Alberto Bayarri Remolí    | PP        |
| 2023-act. | Alberto Bayarri Remolí    | PP        |

## Cultura

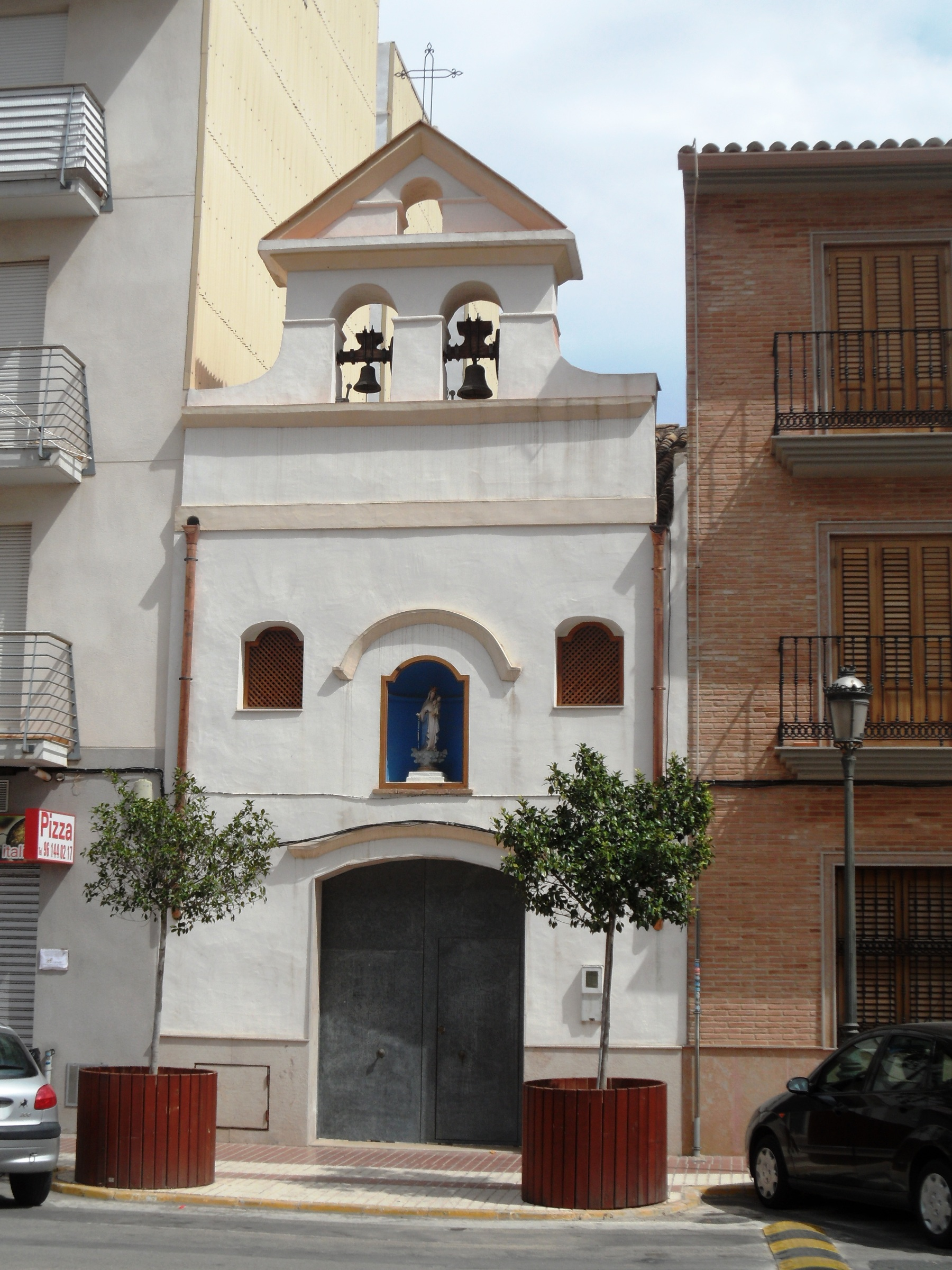
Ermita de la Virgen del Rosario.

### Patrimonio
Entre los edificios más destacados del pueblo destacan la ermita de la Virgen del Rosario, construcción sencilla con una única fachada, la de los pies, quedando el resto del edificio lindando con otras edificaciones. Dicha fachada tiene un solo cuerpo, con puerta de arco de descarga y, sobre ella, una hornacina con la titular. La fachada remata con espadaña de doble hueco y frontón triangular. El interior es de una sola nave de 15 x 6 m. El techo es plafonado, existiendo en su centro un gran óvalo con escordadura de escayola, en el que aparece una pintura de la Virgen del Rosario ejecutada alrededor del 1920.
También existe un edificio señorial de estilo neoclásico y torre cuadrada.

### Fiestas
Se celebran sus fiestas patronales durante cuatro días en torno al primer fin de semana de septiembre, en honor a la Virgen del Rosario y al Cristo de la Misericordia, estando el último día dedicado especialmente a San Vicente Ferrer.